# John McTiernan
John Campbell McTiernan, Jr. (Albany, 8 de gener de 1951) és un director de cinema estatunidenc. És conegut principalment films d'acció, entre els quals destaquen especialment Predator (1987), Die Hard (1988), i The Hunt for Red October (1990). Entre les seves obres més recents destaquen Last Action Hero (1993), Die Hard with a Vengeance (1995), i The Thomas Crown Affair (1999).

## Biografia
El seu pare era cantant d'òpera, i el propi McTiernan es va iniciar en l'actuació amb vuit anys. Després de l'institut, va estudiar cinema en la Julliard & New York University, per acabar convertint-se en dissenyador i director tècnic de la Manhattan School of Music. Va començar a dirigir anuncis publicitaris fins que, finalment, va estrenar la seva primera pel·lícula, Nòmades, el 1985. Una pel·lícula que va passar absolutament inadvertida.
Però dos anys després, arribaria un dels seus primers èxits: Depredació amb un Arnold Schwarzenegger com a fulgurant estrella del cinema d'acció mundial. Un èxit que es multiplicaria l'any següent amb la direcció de Die Hard i La caça de l'Octubre Roig.
Durant els següents anys, Mctiernan va fer pel·lícules de diferent valor artístic i de taquilla. Destaquen Els últims dies de l'Edèn (1992) i L'últim gran heroi.

### Processat per escoltes
El 3 d'abril de 2006, McTiernan va ser cridat a declarar per haver mentit a l'FBI durant la recerca per escoltes telefòniques en el qual es va dir el cas Pelicà, en honor de l'investigador privat Anthony Pellicano, acusat d'haver interceptat per als seus clients línies telefòniques d'actors i executius de la capital del cinema. Segons un comunicat de la fiscalia, «McTiernan va contractar i va pagar a Pellicano per espiar a Charles Roven i que el detectiu privat va parlar d'això als investigadors».
McTiernan va ser tancat l'abril de 2013 en una presó federal en Yankton, Dakota del Sud, amb una condemna de 12 mesos. Però després de gairebé 10 mesos, al febrer de 2014, McTiernan va sortir en llibertat, servint la resta de la seva condemna sota arrest domiciliari. Aquest mateix any, McTiernan aixecaria una queixa davant el Departament de Justícia per netejar el seu nom i reivindicar la seva persona. L'advocat de McTiernan, Hank Hockeimer, manifestaria en una declaració que el seu client havia estat tancat no només per un crim que no va cometre, sinó per un comportament que simplement no és un crim.

## Filmografia
| Si   | Pel·lícula                                            | Acreditat com a | Acreditat com a | Acreditat com a |
| Si   | Pel·lícula                                            | Director        | Guionista       | Productor       |
| ---- | ----------------------------------------------------- | --------------- | --------------- | --------------- |
| 1986 | Nomads                                                | Sí              | Sí              |                 |
| 1987 | Predator                                              | Sí              |                 |                 |
| 1988 | Die Hard                                              | Sí              |                 |                 |
| 1990 | The Hunt for Red October                              | Sí              |                 |                 |
| 1991 | Flight of the Intruder                                |                 |                 | Sí              |
| 1992 | Medicine Man                                          | Sí              |                 |                 |
| 1993 | Last Action Hero                                      | Sí              |                 | Sí              |
| 1995 | Die Hard with a Vengeance                             | Sí              |                 | Sí              |
| 1996 | The Right to Remain Silent (pel·lícula per televisió) |                 |                 | Sí              |
| 1996 | Amanda                                                |                 |                 | Sí              |
| 1997 | Quicksilver Highway (pel·lícula per televisió)        |                 |                 | Sí              |
| 1999 | The 13th Warrior                                      | Sí              |                 | Sí              |
| 1999 | El secret de Thomas Crown (The Thomas Crown Affair)   | Sí              |                 |                 |
| 2002 | Rollerball                                            | Sí              |                 | Sí              |
| 2003 | Basic                                                 | Sí              |                 |                 |